# Quantum-Systems
Die Quantum-Systems GmbH ist ein deutscher Hersteller von zivilen und militärischen Überwachungsdrohnen. Das Unternehmen wurde 2015 gegründet und hat seinen Sitz in Gilching im Landkreis Starnberg. Die hergestellten Fluggeräte sind senkrechtstartende elektrische Starrflügler mit kippbaren Propellern.

## Geschichte
Der spätere Firmengründer, der ehemalige Bundeswehr-Soldat Florian Seibel, studierte an der Bundeswehr-Universität in München und baute ab 2011 Kontakte zu Personen auf, die später Mitarbeiter seiner Firma wurden. Zusammen mit Michael Kriegel, den er an der Bundeswehr-Universität München kennen gelernt hatte, reichte er 2012 ein Patent zum Vorläufer der ersten später produzierten Drohne ein.
Später kamen die Mitarbeiter Tobias Kloss und Armin Busse dazu. Zu viert gründeten sie im Januar 2015 die Quantum-Systems GmbH und starteten die erste Runde zur Finanzierung ihrer Unternehmung. Im Juni 2022 sammelt das Startup in der Series-A-Finanzierungsrunde 30 Millionen Euro ein, dies umfasst Eigen- und Venture-Kapital, welches unter anderem von Bayern Kapital über den Wachstumsfonds Bayern 2, mehreren neuen und bestehenden Privatinvestoren sowie der Europäischen Investitionsbank EIB stammt. Der Investor Peter Thiel und der Risikokapitalgeber Project A stiegen im Oktober 2022 mit weiteren 17,5 Millionen Dollar bei dem Unternehmen ein.

## Standorte
Neben dem Hauptsitz in Gilching bei München betreibt das Unternehmen ein „Service-, Support-, Trainings- und Logistikzentrum“ in der Ukraine. Ende April 2024 gab Quantum-Systems die Errichtung eines Fertigungsstandorts in der Ukraine bekannt, der 6 Millionen Euro kosten und 100 Mitarbeiter beschäftigen soll. Mit Niederlassungen in Kalifornien und Queensland betreibt das Unternehmen damit insgesamt sieben Standorte weltweit.

## Produkte

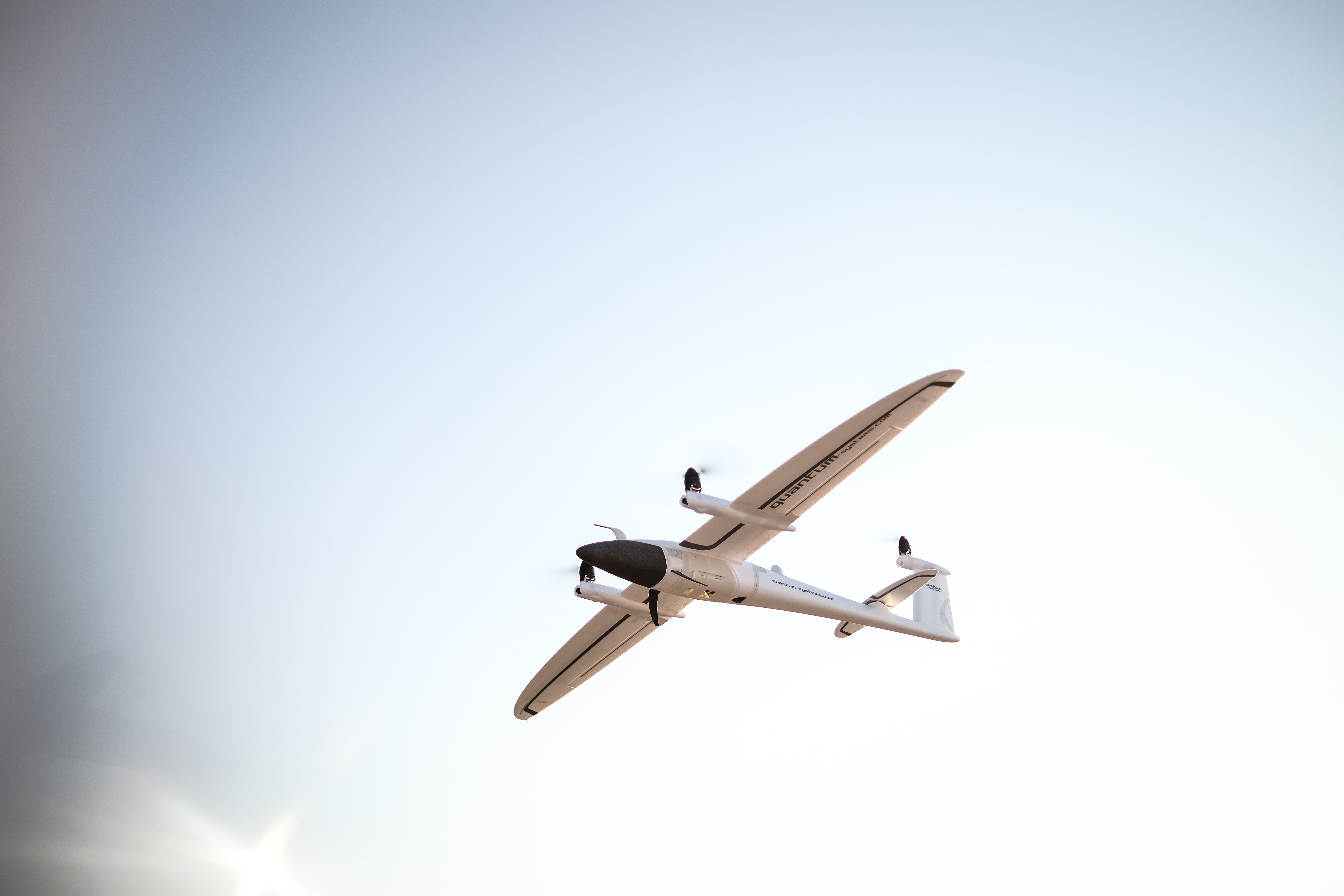
Drohne Trinity F90+

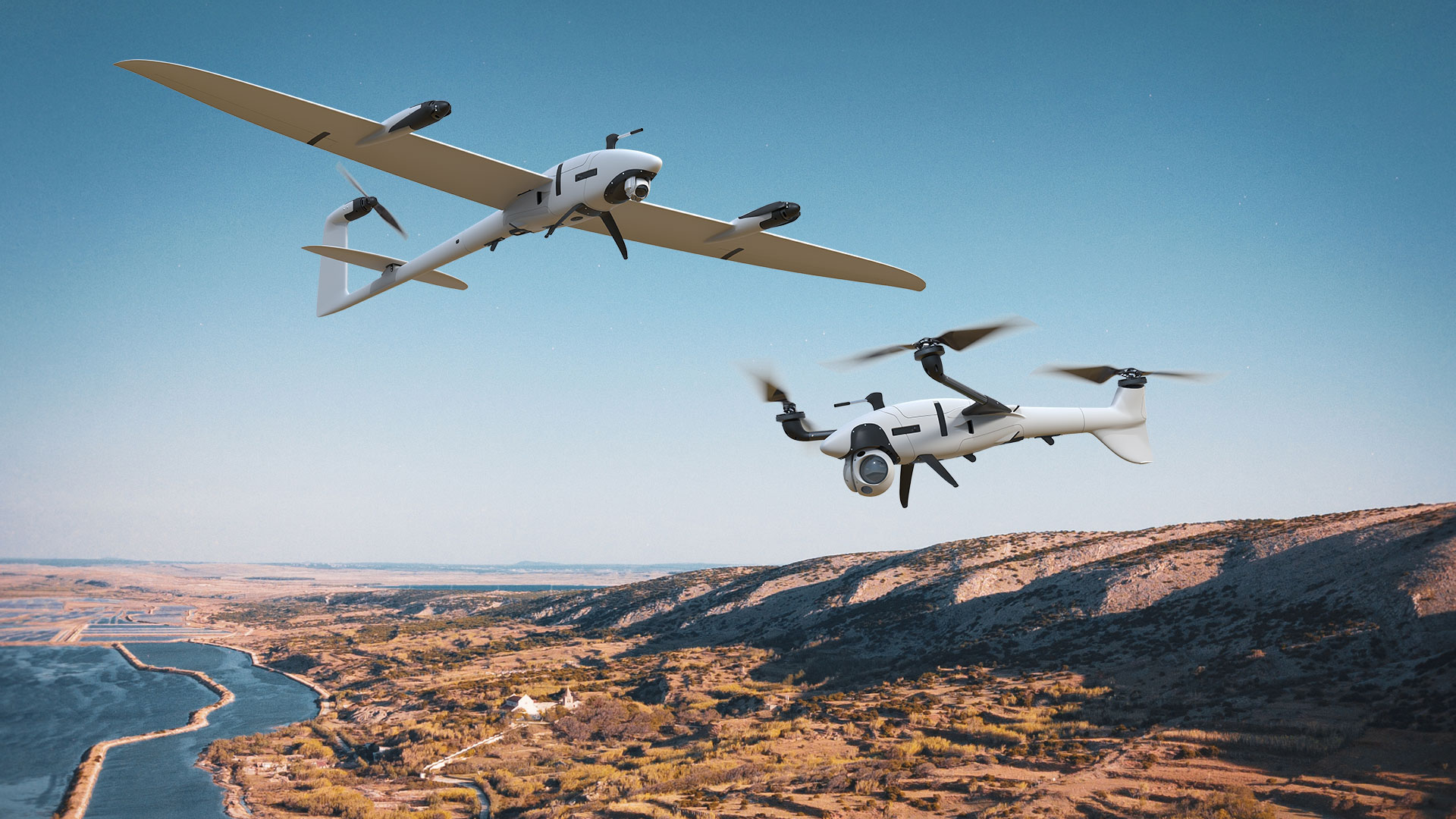
Vector & Scorpion Drohnen

- Tron war das erste von der Firma entwickelte und verkaufte Produkt. Es wurde die Basis für weitere Entwicklungen. Der elektrische Senkrechtstarter und Starrflügler hatte eine Nutzlast von 2 kg. Der Verkauf wurde Ende 2020 eingestellt.
- Trinity: Die Trinity ist eine batteriebetriebene Drohne mit 5 kg Gesamtgewicht und 0,7 kg Nutzlast. Sie hat 2,4 m Spannweite und 90 Minuten Flugzeit bei 70 km/h sowie einen eingeschränkten Temperaturbereich von −12 °C bis +50 °C. Der Rumpf ist aus Gewichtsgründen geschäumt. Angetrieben wird sie von drei schwenkbaren Propellern.[9] Jungfernflug war 2016, die Serienproduktion startete 2018.
- Vector & Scorpion: Die Vector- und Scorpion-Drohnen teilen sich denselben CfK-Rumpf und haben drei Rotoren, dabei ist der Vector ein Starrflügler mit 2,8 Meter Spannweite, 7,4 kg Startgewicht, 29 Knoten Marschgeschwindigkeit, 2 Stunden Flugdauer und 3000 m Dienstgipfelhöhe. Pro Flug kann eine Fläche von 700 Hektar abfotografiert werden.[10] Die Scorpion ist ein Kurzstrecken-Tricopter. Die Serienproduktion startete 2020.
- Sonstiges: Seit September 2020 arbeitet Quantum-Systems mit Auterion zusammen, um eine im Rucksack tragbare Drohne zu entwickeln.[11]

## Einsatz
Die Drohnen kamen zur Bewuchsbewertung von Plantagen in Nordsumatra (2018) und Florida (2019), zur Kartographie von Tagebauminen und von Skigebieten in Norwegen und Neuseeland zum Einsatz. Die Deutsche Bahn erfasst Gleisschäden im Rahmen des FreeRail-Projekts, das vom Modernitätsfonds mFUND bezahlt wird. Für Autobahnbaustellen wurde die Geländeformation erfasst. In Ghana wurde mit LiDAR der Regenwald kartographiert, in Louisiana Pelikannester gezählt.
Nach Beginn des Kriegs Russland gegen die Ukraine 2022 wurden im April 2022 erstmals Vector-Drohnen zur Aufklärung in die Ukraine zu einem Stückpreis von 180.000 Euro verkauft. Die Bundeswehr kaufte daraufhin für eigene Bestände 8 Stück.
Quantum-Systems lieferte bis August 2024 etwa 288 Vector-Drohnen an die Ukraine, weitere 187 Drohnen sind bestellt.